# ألبينو غوميز
ألبينو غوميز (7 فبراير 1994 بغوا في الهند - ) هو لاعب كرة قدم هندي في مركز حراسة المرمى. لعب مع مومباي سيتي ونادي سالغاوكار.

## وصلات خارجية
- ألبينو غوميز على موقع قاعدة بيانات كرة القدم.إي يو (الإنجليزية)
- ألبينو غوميز على موقع Soccerway.com (الإنجليزية)
- ألبينو غوميز على موقع GSA (الإنجليزية)